# Ambadi
Ambadi je jezero u Južnom Sudanu. Tvori jednu od najvećih svjetskih močvara  i dom je velikom broju rijetkih krupnokljunih roda.